# La morte dietro la porta
La morte dietro la porta (Deathdream anche noto come Dead of Night) è un film del 1974 diretto da Bob Clark.

## Trama
Un giovane ucciso in Vietnam torna inspiegabilmente a casa trasformato in uno zombie.